# トラストウェーブ
トラストウェーブ・ホールディングス（英: Trustwave Holdings）は、1995年に設立された、アメリカ合衆国イリノイ州シカゴにあるソフトウェア会社。PCIDSSの分野において300万以上のユーザを誇る、世界的なリーディングカンパニーである。日本法人は2017年設立、東京都品川区にあるトラストウェーブジャパン株式会社（英: Trustwave Japan, Inc.）。 

## 歴史
2011年4月、Trustwave HoldingsはNASDAQにIPOを行ったが、現在同社は中華人民共和国を除いたアジア地域最大の携帯電話事業を行う通信企業シンガポール・テレコム（Singtel）の独立した子会社である。 Trustwaveのウェブサイトによると同社には1,600人以上の従業員がいる。
Singtelは2015年4月8日（SGT）、Trustwave Holdings Inc.を8億1,000万ドルで買収する確定契約を締結したと発表した。Singtelは同社株式の98％を保有し、残り2％はTrustwaveのCEOが保有。シンガポール証券取引所のメディア報道とsingtelの提出によると、取引当時のTrustwaveの企業価値は8億5000万ドルだった
また、親会社であるSingtelは2016年10月、国内大手システムインテグレーターであるTIS (企業)インテックグループのTIS株式会社とマネージドセキュリティサービス(以下MSS)における戦略的提携契約を締結し、Singtelの子会社で北米最大級のセキュリティベンダーの一つである米国Trustwave Holdings, Inc.（以下Trustwave）が提供するMSSの日本市場へ展開する事を発表した。

## 主な製品
- トラストウェーブSIEMエンタープライズ（Trustwave SIEM Enterprise）[4]
- トラストウェーブマネージドEDRサービス
- トラストウェーブマネージドセキュアWebゲートウェイ
- トラストウェーブマネージドWAF
- トラストウェーブマネージドUTM
- トラストウェーブクラウドSIEM
- トラストウェーブマネージドFirewall
- トラストウェーブマネージド侵入保護マネージドIPS
- トラストウェーブ脆弱性スキャン
- PCIマネージャ[5]
- ペネトレーションテスト